# Ревізор: Магазини
«Ревізор: Магазини» — українське соціальне реаліті-шоу про якість закладів торгівлі України. Програма виробляється та виходить в ефір на Новому каналі. «Ревізор: Магазини» — це відгалуження програми «Ревізор».

## Команда
- Директор творчого об'єднання: Вікторія Бурдукова.
- Керівник проекту: Ірина Титаренко.
- Шеф-редактори: Ганна Хільчук (1 сезон), Валерія Лозгачьова (2 сезон), Ольга Купрєнко (3 сезон).
- Режисер: Олександр Печеник
- Оператори: Сергій Нагорний, Олександр Царенко, Андрій Харченко, Олег Балабан, Олексій Ігнатенко
- Продюсери: Сніжана Онищенко, Володимир Осюк.
- Креативний продюсер: Сергій Божий.
- Ведуча: Наталія Кудряшова (1-2), Ірина Хоменко (3 сезон).
- Ведучий пост-шоу «Страсті за Ревізором»: Сергій Притула.

## Ревізори
| Ревізори          | Сезони  | Сезони  | Сезони  |
| Ревізори          | 1       | 2       | 3       |
| ----------------- | ------- | ------- | ------- |
| Наталія Кудряшова | Ревізор | Ревізор |         |
| Ірина Хоменко     |         |         | Ревізор |

## Прем'єра
- I сезон: 10 квітня 2017 — 5 червня 2017
- II сезон: 19 лютого 2018 — 28 травня 2018
- III сезон: 18 лютого 2019 — 8 квітня 2019

## Про проєкт
Команда соціального реаліті-шоу вирушає у різні міста України, щоб перевірити, наскільки чесні по відношенню до споживачів торгові точки (супермаркети, магазини, ринки, ярмарки та будь-які інші місця торгівлі, зокрема й нелегальні).
Претендуючи на нагороду програми, заклади будуть проходити перевірки без попередження. У кожному місті буде перевірятися кілька локацій, даючи глядачам відповідь, де безпечно купувати продукти, а де це робити не варто.
6 квітня 2017 року було оголошено ім'я ведучої програми. Нею стала Наталія Кудряшова — експерт пост-шоу «Страсті за Ревізором».
Перший сезон стартував 10 квітня 2017 року.
Зйомки другого сезону завершено. Прем'єра - 19 лютого 2018 року.
Зйомки третього сезону завершено. Цього разу на глядачів чекав справжній «#сезонспоживача». З огляду на новий підхід команди «Ревізор: Магазини» до перевірок, змінилася й ведуча. Обличчям проєкту стала Ірина Хоменко.

## Критерії оцінки
Під час перевірки Експерт оглядає 3 стратегічні локації:
1. Складські приміщення (продуктовий склад, холодильники, відділ протермінованих товарів та списання + службові приміщення для персоналу);
2. Виробничий цех, якщо він є (він же кулінарія);
3. Торговельна зала та прикасова зона.

Знаходячись в кожній точці, Експерт перевіряє її за такими критеріями:
- маркування (стікери та склад);
- некондиційний товар (протерміновка, пакування й т.і.);
- температурний режим (товарів та приміщення);
- чистота (полиці, вітрини, підлога, форма персоналу);
- персонал (знання й дотримання правил торгівлі, компетентність).

Також торговельну точку перевіряла журналіст програми — провокатор Кері (1-2 сезон). Вона влаштовувала провокацію (з прихованою камерою), щоб перевірити, як персонал дотримується прав покупців та чи коректно веде себе в різноманітних конфліктних ситуаціях.

## Список серій програми «Ревізор: Магазини»

### Перший сезон
| №                                                                                               | # | Міста         | Перевірені заклади | Дата прем'єрного показу |
| ----------------------------------------------------------------------------------------------- | - | ------------- | --- | ----------------------- |
| 1                                                                                               | 1 | Харків        | Супермаркет «Класс» (просп. Героїв Сталінграда, 136/8) · Магазин «Vegetus» (пров. Театральний, 11/13) · Магазин «Ведмедик» (майд. Конституції, 11) · Супермаркет «Десятка» (вул. Плеханівська, 73) | 10 квітня 2017          |
| 2                                                                                               | 2 | Київ          | Супермаркет «Thrash» (просп. Леся Курбаса, 15А) · Гастроном «Вінницький» (б-р Тараса Шевченка, 26/4) · Магазин «Продукти» (вул. Зодчих, 58А) · Супермаркет «Велика Кишеня» (вул. Васильківська, 8) | 17 квітня 2017          |
| 3                                                                                               | 3 | Хмельницький  | Магазин «Mozzarella» (вул. Курчатова, 1В) · Супермаркет «Наш Край» (вул. Максима Залізняка, 8/3) · Супермаркет «Колібріс» (вул. Подільська, 65) · Хмельницький речовий ринок (вул. Геологів)       | 24 квітня 2017          |
| 4                                                                                               | 4 | Житомир       | Гіпермаркет «Караван» (вул. Київська, 77) Магазин «Полісся-Продукт» (вул. Гагаріна, 5) Супермаркет «АТБ» (просп. Миру, 15А) Фірмовий магазин «Легка хода» (просп. Миру, 16)                        | 1 травня 2017           |
| 5                                                                                               | 5 | Запоріжжя     | Супермаркет «Велика Кишеня» (вул. Поштова, 71) Фреш-маркет «Брусничка» (просп. Соборний, 148) Супермаркет «Эконом плюс» (вул. Запорізька, 11)                                                      | 8 травня 2017           |
| 6                                                                                               | 6 | Миколаїв      | Ринок «Колос» (просп. Миру, 2) Гіпермаркет «Metro» (просп. Героїв України, 9Д) Рибний маркет «Дон Маре» (просп. Миру, 7/1) Магазин «Мир секонд-хенда» (просп. Богоявленський, 45)                  | 15 травня 2017          |
| 7                                                                                               | 7 | Сєвєродонецьк | Магазин «Медея» (просп. Гвардійський, 7) · Центральний ринок (просп. Хіміків, 27) · Супермаркет «Семья» (просп. Космонавтів, 11) · Супермаркет «Сільпо» (просп. Гвардійський, 46)                  | 22 травня 2017          |
| 8                                                                                               | 8 | Київ          | Гастроном «Продукты 24» (узв. Андріївський, 21) Супермаркет (вул. Володимирська, 40/2) Володимирський ринок (вул. Антоновича, 115) Магазин «Маркет Плюс» (вул. Курнатовського, 15Б)                | 29 травня 2017          |
| 8                                                                                               | 8 | Нова Каховка  | База рибних продуктів (вул. Промислова, 3) | 29 травня 2017          |
| 9                                                                                               | 9 | Нова Каховка  | Оптово-роздрібна база (вул. Промислова, 5) Супермаркет «Фреш» (вул. Французька, 55) Супермаркет «Tor-Ba» (вул. Першотравнева, 17)                                                                  | 5 червня 2017           |
| Умовні позначення: — заклад, що отримав зелену табличку, — заклад, що отримав червону табличку. |   |               | |                         |

### Другий сезон
| №                                                                                               | #  | Міста               | Перевірені заклади | Дата прем'єрного показу |
| ----------------------------------------------------------------------------------------------- | -- | ------------------- | --- | ----------------------- |
| 10                                                                                              | 1  | Кривий Ріг          | Центральний ринок (вул. Олександра Поля, 44) · Гастроном «Саксагань» (вул. Свято-Миколаївська, 28) · Кондитерська «Карамелька» (просп. Металургів, 9) · Супермаркет «Мій SuperМаркет» (вул. Каховська, 44А)                                                          | 19 лютого 2018          |
| 11                                                                                              | 2  | Чернігів            | Центральний ринок (вул. Ринкова, 1) Магазин «Поліський мед» (вул. Толстого, 37) Супермаркет «Квартал» (просп. Перемоги, 17) Супермаркет «Седам» (просп. Миру, 42А)                                                                                                   | 26 лютого 2018          |
| 12                                                                                              | 3  | Кам'янське          | Рибний павільйон Центрального ринку (пров. Цегельний, 69) Супермаркет «Велес» (просп. Ювілейний, 27) Магазин «Дом мяса» (просп. Свободи, 55) Магазин «ЦК Продукти» (просп. Василя Стуса, 19)                                                                         | 5 березня 2018          |
| 13                                                                                              | 4  | Коростень           | Гастроном «Железнодороник» (вул. Шевченка, 78) · Рибний та овочевий павільйони Кооперативного ринку (пл. Базарна, 1) · Магазин «Корисна лавка» (вул. Михайла Грушевського, 19) · Супермаркет «Вопак» (вул. Михайла Грушевського, 72)                                 | 12 березня 2018         |
| 14                                                                                              | 5  | Нововолинськ        | Центральний ринок (вул. Героїв АТО, 1А) Магазин «Аладдін» (вул. Генерала Шухевича, 3А) Магазин «Риба & М'ясо» (вул. Соборна, 9А) Супермаркет «Рідний край» (вул. Василя Стуса, 3)                                                                                    | 19 березня 2018         |
| 15                                                                                              | 6  | Світловодськ        | Кондитерська «Насолода» (вул. Героїв України, 37) Гастроном «П'ятнадцятий» (вул. Чорноморівська, 8) Центральний ринок (вул. Героїв України, 108) Супермаркет «МаркетОпт» (вул. Героїв України, 43)                                                                   | 26 березня 2018         |
| 16                                                                                              | 7  | Миргород            | Магазин «Argo» (вул. Данила Апостола, 6) · Універсам «Хвилинка» (вул. Багачанська, 38) · Магазин «СвіжеНа!» (вул. Воскресенська, 17) · Центральний рынок (вул. Воскресенська, 6) · Сорочинський ярмарок (с. Великі Сорочинці)                                        | 2 квітня 2018           |
| 17                                                                                              | 8  | Луцьк               | Центральний ринок (вул. Глушець, 1) Супермаркет «Салют» (просп. Президента Грушевського, 20) Магазин «Євро секондхенд» (просп. Президента Грушевського, 2) Магазин «Сова» (просп. Соборності, 11В)                                                                   | 9 квітня 2018           |
| 18                                                                                              | 9  | Київ                | Супермаркет «Континент» (вул. Якуба Коласа, 10) · Супермаркет «УльтраМаркет» (вул. Митрополита Василя Липківського, 1А) · Супермаркет «Billa» (пл. Бессарабська, 2) · Супермаркет «Антошка» (б-р Лесі Українки, 19) · Магазин «Mickey & Minnie» (вул. Волинська, 25) | 16 квітня 2018          |
| 19                                                                                              | 10 | Новоград-Волинський | Ринок «Урожай» (вул. Войкова, 67) Продуктова оптова база (вул. Шевченка, 54) Гастроном «Продукти» № 4 (вул. Войкова, 29) Супермаркет «Добриня» (вул. Шевченка, 54/вул. Ніколаєва)                                                                                    | 23 квітня 2018          |
| 20                                                                                              | 11 | Кременчук           | Центральний ринок (вул. Павлівська, 2) Магазин «Сирне королівство» (вул. Соборна, 29/2) Магазин «Абсолют» (вул. Правобережна, 48) Супермаркет «Оптовичок» (274-й квартал, 2)                                                                                         | 30 квітня 2018          |
| 21                                                                                              | 12 | Бровари             | Ринок «Нива» (вул. Героїв Небесної Сотні, 4) Супермаркет «Форум» (вул. Сергія Москаленка, 25/1) Магазин «Мандарин» (б-р Незалежності, 2Б) Магазин «Еко-Лавка» (вул. Гагаріна, 16А)                                                                                   | 7 травня 2018           |
| 22                                                                                              | 13 | Харків              | Центральний ринок, відділ копчених продуктів (вул. Різдвяна, 33) · Універсам «Ювілейний» (просп. Ново-Баварський, 91) · Рибний маркет «Fresh Fish» (вул. Клочківська, 134Б) · Супермаркет «Чудо маркет» (вул. 23 Серпня, 29)                                         | 14 травня 2018          |
| 23                                                                                              | 14 | Біла Церква         | Центральний ринок, молочний павільйон (вул. Ярмаркова, 6) · Магазин «Продукти» (вул. Івана Кожедуба, 103А) · Гіпермаркет «Велмарт» (вул. Грибоєдова, 10А) · Майстерня шоколаду «Солодкий Рай» (вул. Ярослава Мудрого, 10)                                            | 21 травня 2018          |
| 24                                                                                              | 15 | Охтирка             | Магазин «Олійниця» (пров. Матяша, 6) · Центральний ринок, м'ясний павільйон (вул. Батюка, 36) · Маркет «Провінція» (вул. Київська, 90) · Магазин «Левада» (вул. Широка, 40)                                                                                          | 28 травня 2018          |
| Умовні позначення: — заклад, що отримав зелену табличку, — заклад, що отримав червону табличку. |    |                     | |                         |

### Третій сезон (Сезон споживача)
Цього разу на глядачів чекає справжній «#сезонспоживача». Суворі ревізії змінять тональність: тепер перевіряти магазини і ринки буде професійний покупець «із телевізора». А це означає, що соціальне реаліті стане ще ближче до народу, змістивши акцент з професійного погляду працівників торгівлі на найактуальніші питання, що хвилюють звичайного покупця. З огляду на новий підхід команди «Ревізор: Магазини» до перевірок, змінилася й ведуча. Ім’я нового обличчя проекту — Ірина Хоменко. Цю активну молоду маму, яка успішно поєднує телевізійну кар’єру і сім’ю, можна сміливо назвати найвимогливішим медійним споживачем. Головне завдання ведучої під час ревізій — дізнатися, перевірити й довести, чи безпечно здійснювати покупки на товарних точках різного типу.
| №                                                                                               | #  | Міста         | Перевірені заклади | Дата прем'єрного показу |
| ----------------------------------------------------------------------------------------------- | -- | ------------- | --- | ----------------------- |
| 25                                                                                              | 1  | Дніпро        | Супермаркет «Наш Край» (вул. Академіка Янгеля, 14Б) · Зоомаркет «Master Zoo» (просп. Олександра Поля, 8) · Гастроном «Дружба» (просп. Пушкіна, 71) · Центральний ринок «Озерка» (вул. Шмідта, 2/3)                       | 18 лютого 2019          |
| 26                                                                                              | 2  | Вінниця       | Гіпермаркет «Грош» (вул. 600-річчя, 21Б) Гастроном «Гроно» (просп. Коцюбинського, 35) Ринок «Урожай» (вул. Пирогова, 49) Гастроном «Наша Ряба» (просп. Юності, 20)                                                       | 25 лютого 2019          |
| 27                                                                                              | 3  | Чернівці      | Супермаркет «Гастрономія Артишок» (вул. Комарова, 31) · Гастроном «Зорька» (вул. Владислава Трепка, 2) · Магазин «Квіти-Центр» (вул. Хотинська, 54В) · Ринок «Калинівський» (вул. Калинівська, 13А)                      | 4 березня 2019          |
| 28                                                                                              | 4  | Павлоград     | Центральний ринок (вул. Полтавська, 125) Магазин «Морепродукти» (вул. Центральна, 69) Супермаркет «Делві» (вул. Соборна, 74) Гастроном «Буревістник» (вул. Центральна, 84)                                               | 11 березня 2019         |
| 29                                                                                              | 5  | Ромни         | Гастроном «7 небо» (вул. Калнишевського, 34) Магазин «Fruktoza» (вул. Коржівська, 77) Міні-маркет «Засульський» (вул. Полтавська, 125) «Роменський ринок» (Базарна площа, 2)                                             | 18 березня 2019         |
| 30                                                                                              | 6  | Львів         | Крамниця «Під Кумпелем» (просп. Чорновола, 2Б) Магазин «Соціальний Галицький ярмарок» (вул. Мазепи, 27) Супермаркет «Опера маркет» (просп. Свободи, 27) Ринок «Шувар» (вул. Хуторівка, 4Б)                               | 25 березня 2019         |
| 31                                                                                              | 7  | Тернопіль     | М'ясний павільйон центрального ринку (вул. Митрополита Шептицького) Супермаркет SPAR (вул. Й. Сліпого, 5) Гастроном Прогрес (вул. Слівенська, 15) Пташиний ринок на авторинку (вул. Микулинецька, 106А)                  | 1 квітня 2019           |
| 32                                                                                              | 8  | Рівне         | М'ясний павільйон центрального ринку (вул. Гетьмана Полуботка, 3) Магазин «Наше пиво» (вул. Відінська, 48) Магазин «Сам Маркет» (вул. Княгині Ольги, 1) Гастроном «Рівне-35» (вул. Соборна, 262)                         | 8 квітня 2019           |
| 32                                                                                              | 8  | Київ          | Секс-шоп «Насолода» (вул. Межигірська, 10/18) | 8 квітня 2019           |
| 33                                                                                              | 9  | Бориспіль     | М'ясний павільйон центрального ринку (вул. Київський шлях, 84) Гастроном Супутник (вул. Київський шлях, 20) Молочні продукти «Промінь ФУД» (вул. Київський шлях) Магазин «Пармезан» (вул. Київський шлях, 4)             | 15 квітня 2019          |
| 34                                                                                              | 10 | Херсон        | Гастроном «Везунчик» (вул. Українська, 79) Супермаркет «Україна» (просп. Св. Кирила та Мефодія, 20) Магазин елітних продуктів «Appetissimo» (пл. Свободи, 5) М'ясний павільйон центрального ринку (вул. Бєлінського, 19) | 22 квітня 2019          |
| 35                                                                                              | 11 | Одеса         | Гастрономічний бутік «М'ясоїд» (вул. Ніжинська, 79) · Дитячий універмаг «СМІК» (вул. Рішельєвська, 14) · Супермаркет «Таврія В Аеропортівський» (вул. Гастелло, 50) · Рибний відділ на «Новому ринку» (вул. Торгова, 26) | 29 квітня 2019          |
| 36                                                                                              | 12 | Суми          | Супермаркет «Амбар» (просп. М. Лушпи, 29/1) Гастроном «Веселка» (вул. Кондратьєва, 138) Магазин сирів «O'bereg» (вул. Нижньохолодногірська, 8) Центральний ринок (вул. Засумська, 2)                                     | 6 травня 2019           |
| 37                                                                                              | 13 | Кропивницький | Гіпермаркет «Велмарт» (вул. Ю. Коваленка, 2А) Центральний ринок (вул. Преображенська, 74) Магазин «Шик і блиск» (вул. Вокзальна, 33Б) Гастроном «Візит» (вул. Шульгиних, 18)                                             | 13 травня 2019          |
| 38                                                                                              | 14 | Полтава       | Центральний ринок (вул. Новий базар, 37) Супермаркет «Маркетопт» (вул. Дм. Коряка, 3) Гастроном «Каштанчик» (вул. Курчатова, 3А) Магазин шашлика «Вірменія» (вул. Козака, 10А)                                           | 20 травня 2019          |
| 39                                                                                              | 15 | Черкаси       | Рибний магазин «Нептун» (вул. Гоголя, 222) · Молочний відділ на центральному ринку (вул. Небесної Сотні, 30) · М'ясний магазин «М'ясорубка» (вул. Благовісна, 176) · Супермаркет «Деликат+» (бул. Шевченка, 385)         | 27 травня 2019          |
| Умовні позначення: — заклад, що отримав зелену табличку, — заклад, що отримав червону табличку. |    |               | |                         |